# Tanjung Riau
Tanjung Riau is een bestuurslaag in het regentschap Batam van de provincie Riau-archipel, Indonesië. Tanjung Riau telt 13.045 inwoners (volkstelling 2010).